# Head & Shoulders
Head & Shoulders este o marcă de șampoane anti-mătreață produsă de Procter & Gamble.
În 1950,cercetătorii Procter & Gamble au început să fabrice un nou șampon anti-mătreață. Aproape un deceniu de cercetare a fost necesar ca să fie creată noua formulă. A fost introdus pe piața din Statele Unite ale Americii în noiembrie 1961.